# Divan Serfontein
Pas d'image ? Cliquez ici

a Compétitions nationales et continentales officielles uniquement.

b Matchs officiels uniquement.
David Jacobus Serfontein dit Divan Serfontein, né le 3 août 1954 à Krugersdorp, est un joueur de rugby à XV sud-africain, qui joue avec l'équipe d'Afrique du Sud. Il évolue au poste de demi de mêlée.

## Biographie
Divan Serfontein débute le 31 mai 1980 sous le maillot des Springboks contre les Lions britanniques et irlandais. En 1981, il participe à la tristement célèbre tournée des Springboks en 1981 en Nouvelle-Zélande. Il connaît sa dernière cape le 27 octobre 1984 contre l'Amérique du Sud. En parallèle, il joue la Currie Cup avec la province de la Western Province.

## Statistiques en équipe nationale
- 19 sélections entre 1980 et 1984 pour l'Équipe d'Afrique du Sud de rugby à XV
- 12 points en test matchs
- 3 essais
- Sélections par années : 7 en 1980, 6 en 1981, 2 en 1982, 4 en 1984